# 포스터 차일드

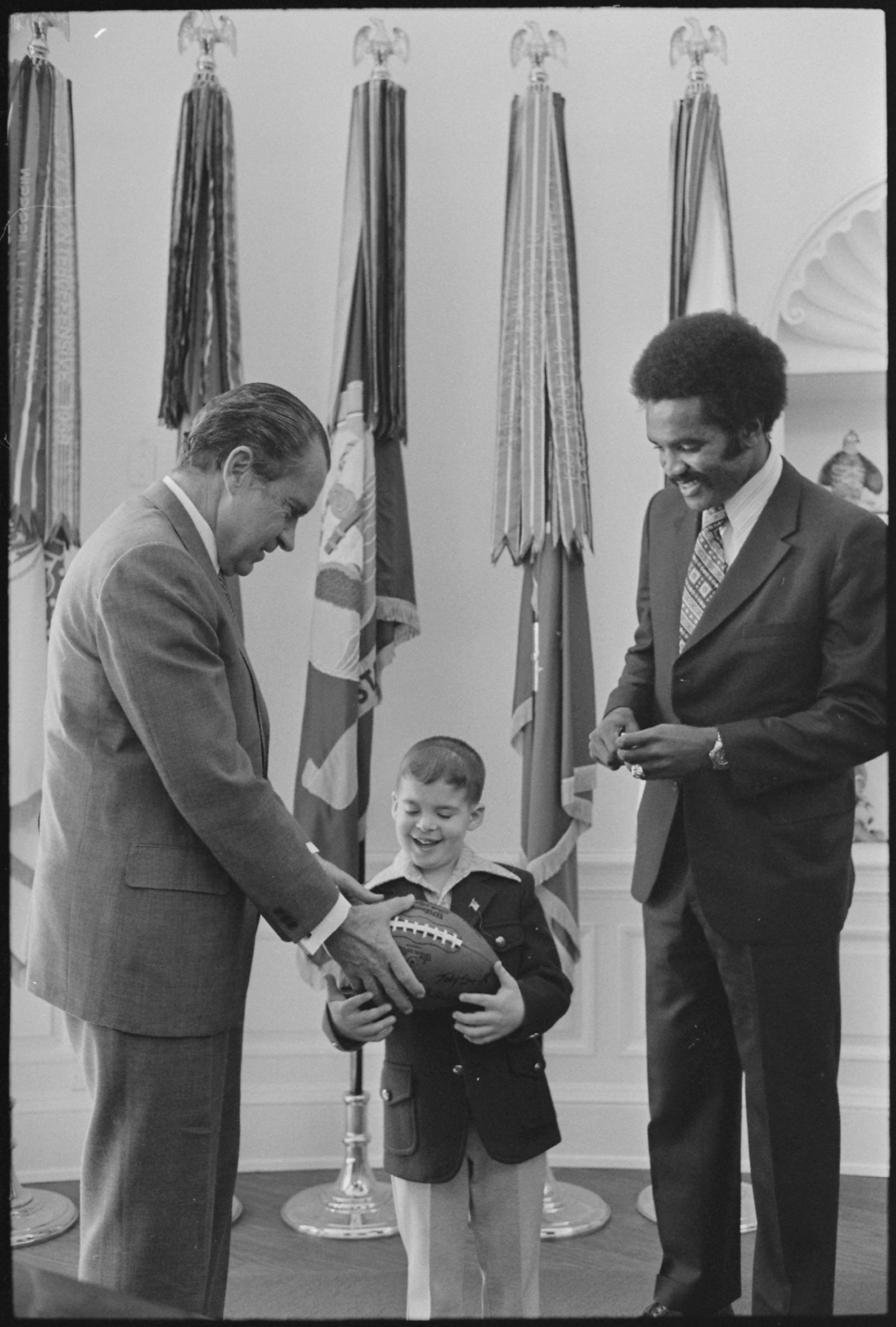
리처드 닉슨, 케빈 힐드(Kevin Heald), 1972 포스터 차일드

포스터 차일드(poster child)는 용어의 원래 의미에 따라 돈을 모으거나 자원 봉사자를 모집하기 위한 캠페인의 일환으로 대의명분이나 조직을 위해 포스터나 기타 매체에 사진이 사용되는 일부 질병이나 기형으로 고통받는 어린이이다. 이러한 캠페인은 연간 활동이나 행사의 일부일 수 있으며, 기타 개인 식별 속성과 함께 특정 아동의 이름과 나이가 포함될 수 있다.
현대에서 "포스터 차일드"는 알려진 원인, 움직임, 상황 또는 이상을 상징하는 속성이나 행동을 가진 모든 연령의 사람을 의미한다. 문제의 인물은 화신이나 원형으로 생각된다. 이는 주체의 정체성 자체가 연관된 이상과 동의어임을 의미한다. 또는 가장 유리하거나 가장 불리한 측면을 대표한다.

## 예시
- 보비 캠벨(Bobbi Campbell)은 전염병 초기에 자칭 "AIDS 포스터 차일드"였다.
- 윌리 호튼(Willie Horton)은 1988년 미국 대통령 선거 캠페인에서 매사추세츠 교도소 임시휴가 프로그램과 마이클 듀카키스(Michael Dukakis)의 진보적 감성을 보여주는 포스터 차일드가 되었다.
- 에밀리 수전 랩(Emily Susan Rapp)은 4세 때 선천적 선천적 결함으로 인해 다리를 절단한 후 와이오밍에서 열린 다임스 행진(March of Dimes)의 포스터 아동이었다.
- 아지즈 셰버시안(Aziz Shavershian)은 "미학"이라고 불리는 호주 아마추어 보디 빌딩 하위 문화의 포스터 차일드로 묘사되었으며 추종자들의 큰 추종자를 얻었다.
- 라이언 화이트(Ryan White)는 수혈로 인해 에이즈에 감염되어 학교에서 퇴학당한 후 에이즈 환자에 대한 사회적 수용의 상징으로 여겨졌다.

## 같이 보기
- 마스코트